# Wise (Virgínia)
Wise é uma cidade  localizada no estado norte-americano de Virginia, no Condado de Wise.

## Demografia
Segundo o censo norte-americano de 2000, a sua população era de 3255 habitantes.
Em 2006, foi estimada uma população de 3259, um aumento de 4 (0.1%).

## Geografia
De acordo com o United States Census Bureau tem uma área de
8,0 km², dos quais 8,0 km² cobertos por terra e 0,0 km² cobertos por água. Wise localiza-se a aproximadamente 646 m acima do nível do mar.

## Localidades na vizinhança
O diagrama seguinte representa as localidades num raio de 20 km ao redor de Wise.